# Sean Carlin
Sean Carlin (Sean William Carlin; * 29. November 1967 in Adelaide) ist ein ehemaliger australischer Hammerwerfer.
1990 siegte er bei den Commonwealth Games in Auckland, 1992 wurde er Neunter bei den Weltmeisterschaften in Tokio, und 1992 kam er bei den Olympischen Spielen in Barcelona auf den achten Platz.
1994 verteidigte er seinen Titel bei den Commonwealth Games in Victoria und wurde Sechster beim Weltcup in London.
Bei den Weltmeisterschaften 1995 in Göteborg und bei den Olympischen Spielen 1996 in Atlanta schied er in der Qualifikation aus.
Achtmal wurde er Australischer Meister (1987, 1988, 1990, 1992–1996).

## Bestleistungen
- Diskuswurf: 52,42 m, 13. März 1994, Sydney
- Hammerwurf: 77,58 m, 11. Februar 1994, Adelaide